# Vaticano na Segunda Guerra Mundial

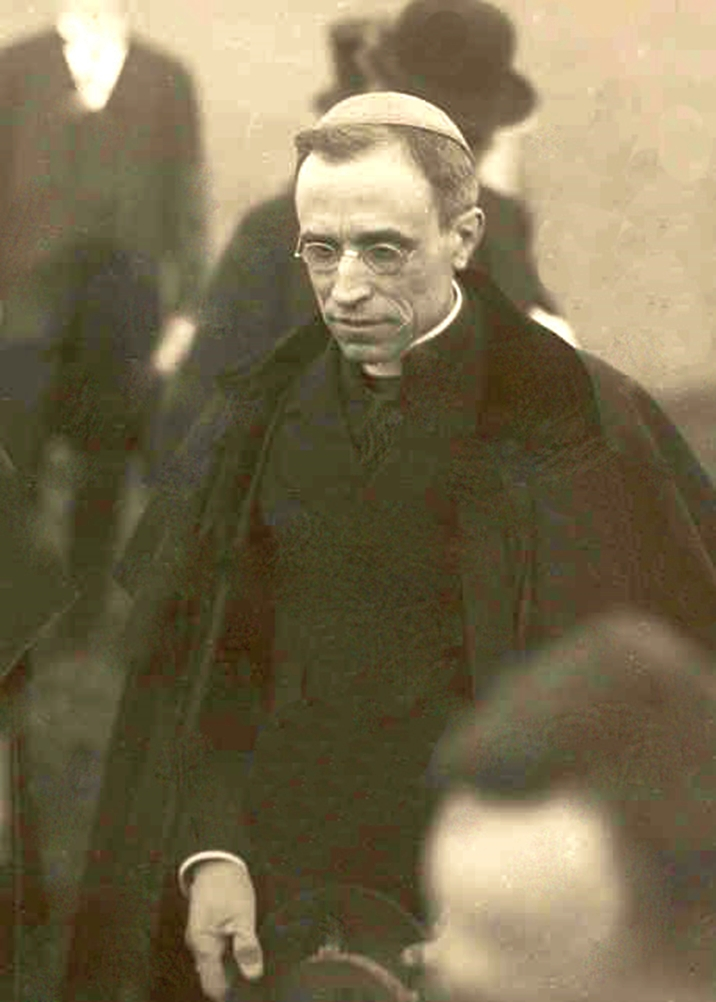
Papa Pio XII, o papa durante a Segunda Guerra Mundial.

Durante anos foi consenso de que o  Vaticano teria seguido uma política de neutralidade na Segunda Guerra Mundial, sob a liderança do Papa Pio XII.
Embora a cidade de Roma fosse ocupada pela Alemanha nazista a partir de 1943 e pelos Aliados a partir de 1944, a Cidade do Vaticano em si não foi ocupada.

## Antecedentes

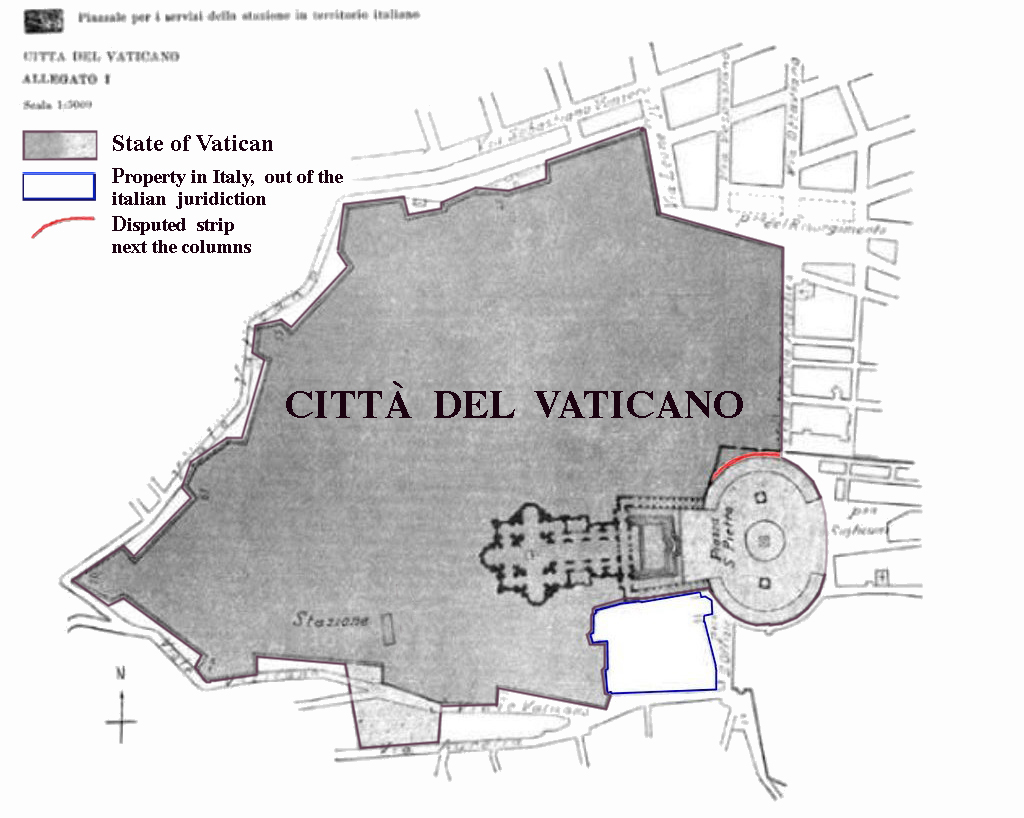
O Vaticano passou a existir em 1929, apenas uma década antes da Segunda Guerra Mundial.

O Tratado de Latrão de 1929 com a Itália fascista reconhece a soberania da Cidade do Vaticano, declarou o Vaticano um país neutro em relações internacionais, e exigiu que o papa se abstivesse até mesmo de mediação, a menos que solicitado por todas as partes. Em 1939, a cidade-estado foi reconhecida por 38 países, com um corpo diplomático completo de 13 embaixadores e 25 ministros.
A visão prevalecente no Vaticano era que uma cláusula do tratado proibindo o papa de interferir na política italiana, também proíbe a condenação da agressão militar italiana quando visitou a Albânia na Sexta-Feira Santa de 1939 .

## Relações internacionais

### Declarações públicas
Apesar da intensa atividade nos bastidores, Pio XII resolveu a não emitir qualquer pronunciamento público que tomasse partido no conflito; este primeiro se manifestou em uma recusa de condenar explicitamente a invasão alemã da Polônia  No início, Pio XII acreditava que a "rápida destruição da Polônia significava o fim da guerra". O papa em sua primeira encíclica durante a guerra, Summi Pontificatus, promulgada em outubro de 1939, exemplificou tanto "a hesitação e os cuidados" do pontífice.

### Atentado de 20 de julho
Joseph Müller, um padre católico alemão, contatou Ludwig Kaas na esperança de usar o papa como um intermediário para permitir que os membros da conspiração de 20 de julho para assassinar Adolf Hitler e para entrar em contato os britânicos. Kaas colocou Müller em contato com o padre Robert Leiber, que pessoalmente pediu ao papa para retransmitir as informações sobre a resistência alemã aos britânicos. Depois de mais de um dia de "reflexão silenciosa", Pio XII concordou em passar a informação junto aos britânicos . No entanto, ele se recusou a passar as informações junto aos franceses ou mesmo a sua própria Secretaria de Estado .
Pio XII encontrou-se pessoalmente com o enviado britânico, Francis D'Arcy Osborne, dizendo-lhe que ele sabia dos nomes dos generais alemães envolvidos, mas não gostaria de compartilhá-los. Pio XII insistia para Osborne que estava apenas passando uma mensagem e que "ele não queria no mais leve grau endossá-la ou recomendá-la". Quando Osborne pressionou o papa sobre a imprecisão de sua mensagem, Osborne informou que Pio XII respondeu "talvez, afinal, não valia a pena prosseguir com o assunto e ele, portanto, me pediu para voltar suas comunicações comigo como não tendo sido efetuadas". O papa ainda recusou o pedido de Osborne de garantir a boa-fé dos generais, e se eles poderiam realizar seu objetivo. Em uma segunda reunião, Pio XII mostrou uma carta digitada de quatro páginas em alemão na frente de Osborne, mas se recusou a deixá-lo ler ou ter uma cópia.

## Tentativas de mediação

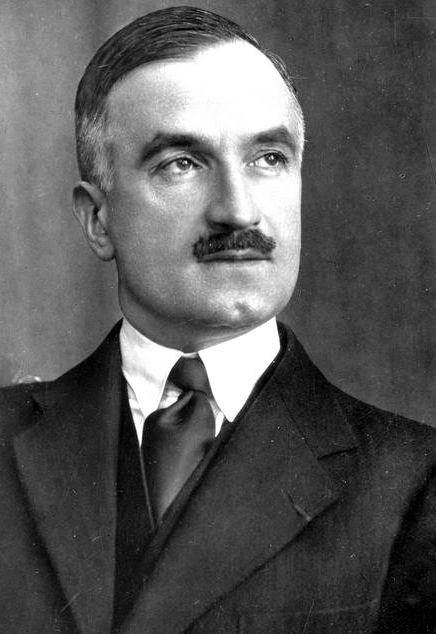
O embaixador polonês no Vaticano, Kazimierz Papée, foi um crítico dos esforços de Pio XII de mediação no período pré-guerra.

### Pré-guerra
Já em abril de 1939, Pio XII anunciou um plano para a paz, na esperança de mediar uma negociação entre as grandes potências europeias à beira da guerra. O primeiro líder contatado foi Benito Mussolini, via o habitual intermediário de Pio XII, o padre jesuíta Tacchi Venturi. Com a aprovação de Mussolini, no dia seguinte o Cardeal Secretário de Estado Luigi Maglione entrou em contato com os núncios em Paris (Valerio Valeri), Varsóvia (Filippo Cortesi) e Berlim (Cesare Orsenigo) e o Delegado Apostólico em Londres (William Godfrey). A reunião proposta pelo Vaticano conseguiu muito pouco conteúdo: se havia alguma posição coerente adotada pelo Vaticano entre suas diversas comunicações, foi a de apaziguamento. Em particular, o papa tentou obter da Polônia a aceitação da secessão da Cidade Livre de Dantzig à Alemanha nazista, uma posição que o embaixador polonês Kazimierz Papée (o antigo Comissário Superior de Danzig) e o governo polonês não poderiam aceitar.
O historiador britânico Owen Chadwick desenha quatro temas das tentativas de mediação do Vaticano:
- uma proximidade especial com Mussolini, a ponto de enviar correspondência da sua elaboração, entre o período de maio-agosto de 1939;
- o desinteresse britânico e polonês nas propostas do Vaticano, que eram suspeitas de serem pró-italianas e pró-alemãs, respectivamente;
- as grandes potências europeias viram o papa como "sem peão menor sobre seu tabuleiro de xadrez";
- e, sobretudo, Pio XII quis assegurar compromisso entre as potências ocidentais para impedir ganhos territoriais russos.

### Meados da guerra
No final de 1942, altos funcionários italianos aproximam-se primeiramente do Vaticano para tentativa de paz. Aos olhos do Vaticano, "a neutralidade do Vaticano, alcançada a tal custo, estava pagando um dividendo do passado". Quando Mussolini enviou seu genro, o Conde Ciano, como embaixador do Vaticano em 1943, os alemães e outros especularam sobre a possibilidade de Ciano negociar uma paz em separado. Os britânicos, por sua vez, duvidaram de tais intenções e não queriam ouvir falar de Ciano.

## História militar
No Vaticano, o que está mais próximo de tropas militares, é a Guarda Suíça, cuja origem é a homônima guarda nacional suíça; as simpatias suíças variam consideravelmente, e o Vaticano proíbe de falar sobre política em dezembro de 1940.

### Estatuto extraterritorial
Com a ocupação alemã de Roma em 1943, após a queda de Mussolini, surgiram rumores de um plano para sequestrar o papa; os estudiosos modernos ainda estão em desacordo sobre a autenticidade de tais alegações. A Cidade do Vaticano em si nunca foi ocupada, na verdade, a principal preocupação dentro do Vaticano era a potencial anarquia entre a ocupação alemã e Aliada, não a potencial ocupação alemã. Em última análise, não houve intervalo entre as ocupações, apesar de haver um período de policiamento reduzido.

### Bombardeio de Roma
Uma das principais prioridades diplomáticas de Pio XII era impedir o bombardeio de Roma; tão sensível era o pontífice, que ele protestou ainda pelo lançamento aéreo de panfletos pelos britânicos sobre Roma, afirmando que os pousos dentro da cidade-estado violavam a neutralidade do Vaticano Antes da entrada dos Estados Unidos na guerra, havia pouco ímpeto para tal bombardeio, já que os britânicos viam pouco valor estratégico no mesmo. Após a entrada estadunidense, os Estados Unidos se opuseram a tal bombardeio, com medo de ofender os membros católicos de suas forças militares, enquanto os britânicos, em seguida apoiaram. Pio XII defendeu igualmente à declaração de Roma como uma "cidade aberta", mas isso só ocorreu em 14 de agosto de 1943, depois que Roma já havia sido bombardeada duas vezes. Embora os italianos consultaram o Vaticano sobre o texto da declaração de cidade aberta, o impulso para a mudança teve pouco a ver com o Vaticano.

### Prisioneiros de guerra
Depois da rendição italiana, prisioneiros aliados mantidos pelos italianos foram libertados, e muitos dirigiram-se para a Cidade do Vaticano. O Vaticano temia que um evento como esse poderia comprometer sua neutralidade e deu instruções estritas para a Guarda Suíça para evitar que tais pessoas entrassem na cidade-estado; um sistema de carteiras de identidade foi instituído para evitar que cidadãos não vaticanos adentrassem na cidade. Algumas autoridades do Vaticano, no entanto, agiram de forma independente para auxiliar tais pessoas; o exemplo mais famoso é de Hugh O'Flaherty, cujas façanhas tornaram-se famosas no filme The Scarlet and the Black.

## Organização da Igreja

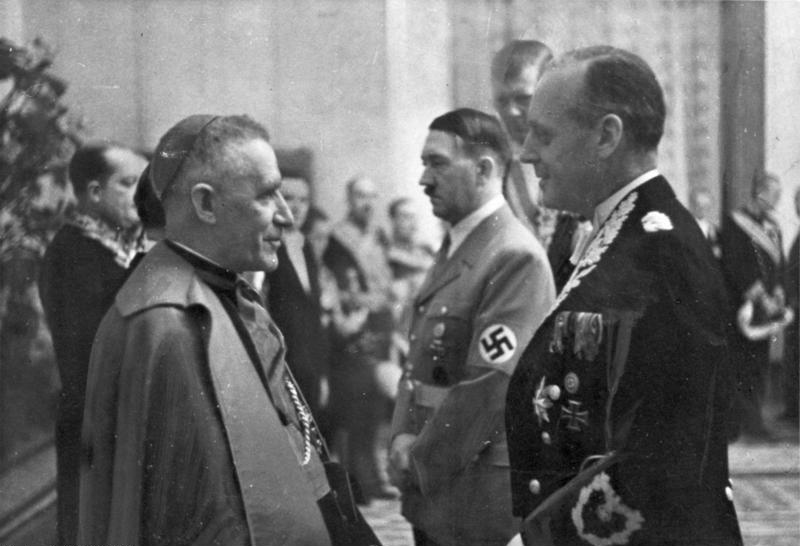
Cesare Orsenigo (à esquerda, com Hitler e von Ribbentrop), o núncio na Alemanha, também serviu como núncio de facto na Polônia.

As forças de ocupação muitas vezes solicitaram a Pio XII a reorganização das dioceses católicas conquistadas. Embora essa reorganização foi geralmente recusada, a decisão de Pio XII de nomear administradores apostólicos alemães para a Polônia ocupada foi "uma das suas decisões mais controversas". Essas ações foram a principal justificativa do governo polonês provisório para a declaração da Concordata de 1925 como nula e sem efeito em 1945, em um ato que teve consequências enormes para as relações polonesa-vaticanas no pós-guerra. Não houve Núncio Apostólico na Polônia entre 1947 e 1989.

## Consequências imediatas do pós-guerra
Os aliados entraram em Roma em 4-5 de junho de 1944. O papa era a maior celebridade na península italiana durante este período, e, dada a depreciação do Rei da Itália com o fascismo, até se falou de estender o poder temporal do papado. O papa concedeu audiências com os soldados e líderes aliados, que foram fotografadas com destaque.
Pio XII absteve-se de criar cardeais durante a guerra. Até o final da Segunda Guerra Mundial houve várias vacâncias proeminentes: o Cardeal Secretário de Estado, o Camerlengo, o Chanceler e o Prefeito da Congregação para os Religiosos entre eles. Pio XII criou 32 cardeais no início de 1946, depois de ter anunciado suas intenções de fazê-lo em sua mensagem de Natal anterior.

### Arquivos do Vaticano
A pedido da Pave the Way Foundation (PTWF), o Vaticano concordou em 2010, com a digitalização e publicação online de quase 5.125 documentos do Arquivo Secreto do Vaticano, que vão de março de 1939 a maio de 1945. Alguns sobre a ação da Igreja e do Papa já estão on-line (milhares de documentos e vídeos de testemunhas): a comunidade científica está solicitando a exploração de todos esses documentos..